# Opopaea batanguena
Espèce
Opopaea batanguena est une espèce d'araignées aranéomorphes de la famille des Oonopidae.

## Distribution
Cette espèce est endémique de Luçon aux Philippines,.

## Description
Les mâles mesurent de 1,46 à 1,48 mm et les femelles de 1,52 à 1,68 mm

## Étymologie
Son nom d'espèce lui a été donné en référence au lieu de sa découverte, la province de Batangas.

## Publication originale
- Barrion & Litsinger, 1995 : Riceland Spiders of South and Southeast Asia. CAB International, Wallingford, p. 1-700.